# Texas Rangers (Polizei)

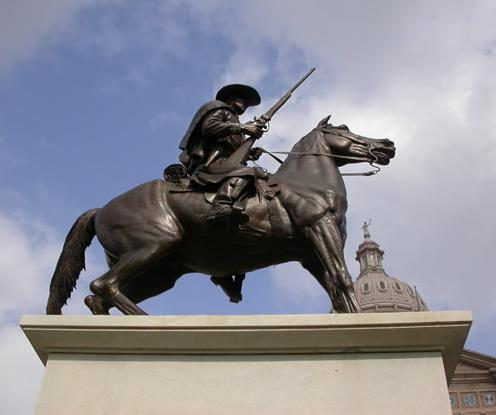
Statue eines Texas Rangers vor dem Texas State Capitol in Austin, vom Bildhauer Pompeo Coppini

Die Texas Ranger Division ist eine Staatspolizeibehörde der USA. Sie wurde 1823 von Stephen F. Austin gegründet. Ihre Mitglieder wurden als die Texas Rangers bekannt, sind landesweit für den Bundesstaat Texas zuständig und in Austin stationiert. Die Aufgaben der Texas Rangers haben sich im Laufe der Jahre verändert: Kurz nach ihrer Gründung waren sie hauptsächlich mit dem Kampf gegen die indigene Bevölkerung beschäftigt. Heute sind ihre Aufgaben Verbrechensaufklärung, Korruptionsbekämpfung und der Schutz der Grenze vor illegalen Einwanderern. Die Texas Rangers unterstehen dem Texanischen Ministerium für öffentliche Sicherheit.

## Geschichte

### Als eigenständige Einheit

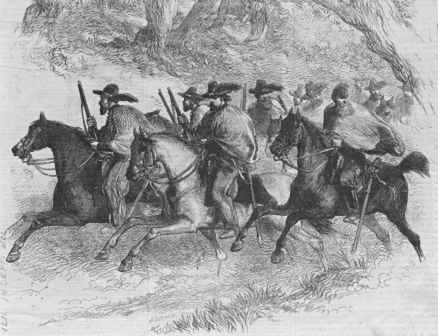
Frühe Zeichnung einer Gruppe von Texas Rangers (1845)

Texas war seit der Unabhängigkeit Mexikos von Spanien 1821 Teil dieses Staates. 1823, zwei Jahre nach Beginn der angloamerikanischen Kolonisierung, stellte der nordamerikanische Colonel Stephen F. Austin eine Milizeinheit aus zehn erfahrenen Grenzpionieren auf, um die Siedler gegen die Überfälle der Ureinwohner zu schützen. Eine der wichtigsten Aufgaben der Texas-Rangers war es, das sogenannte „Indianerproblem“ zu lösen. Jede indigene Person, die von den Rangers aufgespürt wurde, wurde getötet. Aber auch Mexikaner wurden von den Truppen in die Flucht geschlagen.
Am 24. November 1835, also noch vor Ende des Texanischen Unabhängigkeitskriegs wurden die Texas Rangers durch die „vorläufige“ US-texanische Regierung zur regulären Organisation unter dem Kommando eines Majors. Jede der drei Kompanien zu je 56 Mann wurde von einem Captain und zwei Lieutenants geführt. Als Bezahlung erhielten die Ranger 1,25 Dollar pro Tag bei einer einjährigen Dienstzeit und damit denselben Sold wie die Dragoner der amerikanischen Armee. Allerdings mussten sie Verpflegung, Pferde, Waffen und sonstige Ausrüstung auf eigene Kosten kaufen. 1836 wurde ein Bataillon mit 280 Mann für die Bewachung der Grenze eingerichtet, dem im Folgejahr weitere sechs Kompanien zu je 56 Mann folgten.
Trotz des offiziellen Status wurden sie von den regulären Truppen nicht ernst genommen. Während der texanischen Revolution dienten die Texas Rangers als Späher und Boten. Als die Kolonisten aus dem Osten von Texas flohen, um nach dem Fall von Alamo am 5. März 1836 den mexikanischen Truppen zu entkommen, wurden die Texas Rangers als Eskorten für die Flüchtlinge eingesetzt. Auch bei der Schlacht von San Jacinto am 21. April waren sie nur als Eskorte eingesetzt. Ihre Situation änderte sich erst, als Sam Houston ihnen zwei Jahre später andere Aufgaben übertrug. Bis 1840 führten die Ranger alle Kämpfe gegen die Ureinwohner und nahmen siegreich an mehreren Schlachten wie dem Cherokee-Krieg 1839 im Osten von Texas, der Schlacht gegen die Comanchen im März 1840 oder der Schlacht am Plum Creek gegen 1.000 Soldaten im August 1840 teil. Mit Ende der Präsidentschaft Mirabeau B. Lamars 1841 war der Widerstand der meisten Ureinwohner gebrochen.
Sam Houston, der im Dezember 1841 erneut Präsident von Texas wurde, sah im Einsatz der Texas Rangers eine kostengünstige Möglichkeit, die Grenzen zu schützen, und ließ sich daher ermächtigen, vier weitere Kompanien aufzustellen. 1842 schlugen diese unter der Führung von John C. Hays einen erneuten mexikanischen Invasionsversuch zurück und schützten Texas in den nächsten drei Jahren vor Angriffen der Ureinwohner.
Mit Ausbruch des Mexikanisch-Amerikanischen Krieges wurden die Ranger als kämpfende Truppe berühmt. Nach den Schlachten von Palo Alto, Texas und Resaca de la Palma am 8. und 9. Mai 1846 hatten sie die volle Aufmerksamkeit von General Zachary Taylor und wurden erstmals mit den neuesten Waffen ausgestattet. Weitere Siege brachten ihnen auf der mexikanischen Seite den Namen los diablos Tejanos (die texanischen Teufel) ein.
Nach dem Ende des Mexikanisch-Amerikanischen Krieges am 2. Februar 1848 und als die USA die Verantwortung für die Sicherung der Grenzen übernahmen, hatten die Ranger keine offizielle Funktion mehr und wurden zu Freiwilligenkompanien, die nur bei Bedarf zum Einsatz kamen. Im Frühjahr 1858 verfolgten sie den indianischen Häuptling Iron Jacket, und im März 1859 stellten sie zusammen mit den offiziellen Truppen Juan Cortina in der Nähe von Brownsville. Mit Ausbruch des Sezessionskriegs lösten sich viele Ranger-Truppen auf und kämpften auf der Seite ihrer Wahl. Während des Wiederaufbaus 1865 bis 1874 dienten die meisten in der US-Armee oder bei der Staatspolizei.

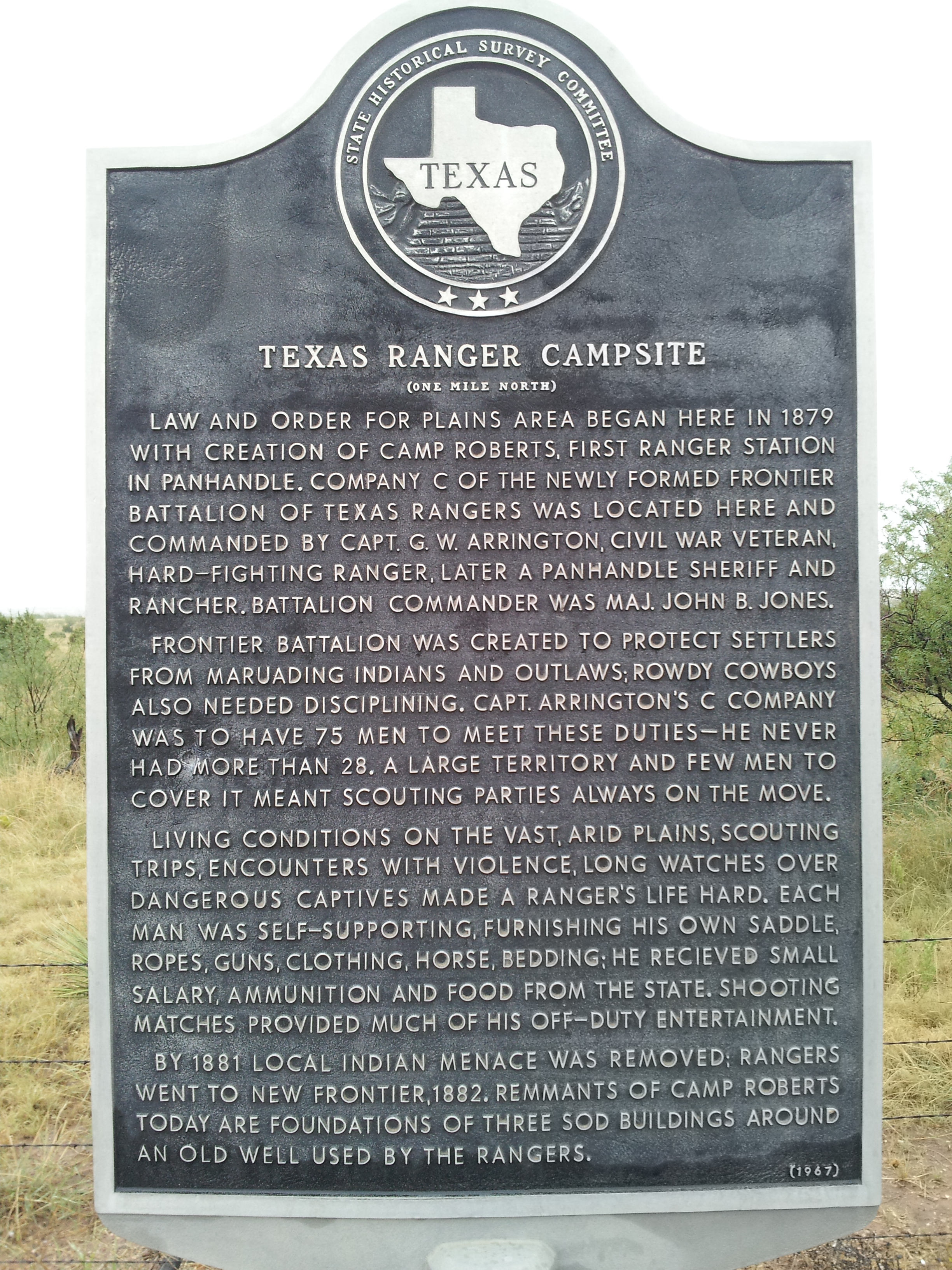
Historische Kennzeichnung des Texas Ranger Camp Roberts im Blanco Canyon

Im Mai 1874 wurden die Texas Rangers neu aufgebaut. Neben dem Frontier Battalion aus sechs Kompanien zu je 75 Mann, das strategisch über das Land verteilt war, wurde auch eine Special Force eingerichtet. Zudem änderte sich der Status der Ranger von Soldat zu peace officer (Vollzugsbeamter) Im gleichen Jahr kam es im Westen von Texas entlang des Rio Grande zu Angriffen von mexikanischen Banden und Ureinwohnern. Daher kämpfte die special force unter Captain Leander H. McNelly ab Frühjahr 1875 acht Monate im Nueces-Streifen, einem bis zu 240 Kilometer breiten, unwirtlichen Landstreifen zwischen dem Nueces River und dem Rio Grande, erfolgreich gegen die schlimmsten Banden. Bei der Verfolgung von Banditen oder der Wiederbeschaffung von gestohlenem Vieh machten die Ranger nicht vor den internationalen Grenzen halt, sondern drangen auch in das Hoheitsgebiet Mexikos ein. In den nächsten Jahren verhafteten oder töteten sie auch mehr als 3.000 texanische Verbrecher, wie den Bankräuber Sam Bass oder den berüchtigten Revolverschützen und Serienmörder John W. Hardin.
In den nächsten 20 Jahren verringerte sich der Einfluss der Ranger, und sie kämpften nur noch gelegentlich gegen mexikanische oder indianische Plünderer, hauptsächlich im Big Bend oder im Panhandle. 1901 erfolgte eine erneute Reorganisation, nun gab es nur noch vier Kompanien zu je 20 Mann. 1910 brachte eine Revolution gegen den mexikanischen Präsidenten Porfirio Díaz das Volk an beiden Seiten der Grenze durcheinander. Die Probleme im Grenzland steigerten sich mit Ausbruch des Ersten Weltkriegs. Der mexikanische Überfall auf Columbus, New Mexico, verstärkte nochmals die Konflikte auf beiden Seiten. Schnell ernannte zusätzliche Ranger töteten von 1914 bis 1919 etwa 5.000 Hispanoamerikaner, was bei Bekanntwerden zu einem Skandal führte. Daher wurden die Ranger-Einheiten neu strukturiert, um jede von den Rangern selbst ausgeübte Kriminalität zu unterbinden. Es gab nun vier Kompanien zu je 17 Mann sowie sieben Personen im Hauptquartier. Die Hauptaufgaben waren jetzt die Patrouillen entlang des Rio Grande sowie der Schutz von Bundesinspektoren und vor dem Ku Klux Klan.

### Als Teil des Texas Department of Public Safety
1935 wurde die Truppe durch Gouverneur James Allred in neue Bahnen gelenkt und zusammen mit der 1927 gegründeten Texas Highway Patrol in das Texas Department of Public Safety eingegliedert. Die Zahl der Ranger wurde auf 36 reduziert, und ein kriminaltechnisches Labor eingerichtet. 1945 wurde die Zahl der Ranger auf 45 erhöht, 1947 auf 51. 1993 gab es 99 Texas Rangers, darunter befanden sich erstmals zwei Frauen, und 1996 wurde ihre Stärke auf 105 Personen aufgestockt. Zum 1. Januar 2020 sind es 166 Ranger, die sich auf sechs unterschiedlich starke (20 bis 33 Personen), im Land verstreute Kompanien sowie das Hauptquartier in Austin verteilen.
Inzwischen sind die Texas Rangers eine in ganz Texas tätige Kriminalpolizei, daneben sind sie nach wie vor für den Grenzschutz zuständig und unterstützten die örtlichen Polizei- und andere Behörden in weiteren Bereichen, so z. B. mit einem SWAT-Team.

## Anforderungen
1935 mussten Personen, die Ranger werden wollten, vollkommen gesund sein, eine schriftliche Prüfung ablegen, zwischen 30 und 45 Jahre alt sein, neue Techniken wie den Umgang mit Fingerabdrücken und Kommunikationsmitteln sowie Kenntnisse der Ballistik erlernen und einen wöchentlichen Bericht über ihre Tätigkeiten vorlegen.
2021 sind die Anforderungen die folgenden:
- US-Amerikaner,
- seit mindestens acht Jahren erfolgreich in einer anderen (Straf-)Vollzugsbehörde mit Schwerverbrechen befasst,
- derzeit beim Texas Department of Public Safety als Vollzugsbeamter beschäftigt,
- im Besitz eines Führerscheins ohne Einschränkungen,
- in hervorragender körperlicher Verfassung,
- bestandener schriftlicher Einstellungstest,
- bestandene Überprüfung des eigenen Umfeldes und der Vergangenheit.

## Sonstiges
In dem mit dem Pulitzer-Preis ausgezeichneten Roman Weg in die Wildnis (Original: Lonesome Dove) beschreibt Larry McMurtry den Weg zweier ehemaliger Texas Rangers auf dem Viehtreck nach Norden. Die persönliche Geschichte der Hauptpersonen bei den Rangers bildet dabei einen wichtigen Hintergrund der Erzählung.
2010 wurde Chuck Norris offiziell zum Texas Ranger ehrenhalber ernannt. Der Ranger, den Norris knapp zehn Jahre lang in der Serie Walker, Texas Ranger verkörperte, sei „in jeder Hinsicht achtsam, sorgfältig und ehrenwert“ gewesen, so die Begründung.
1926 waren die Texas Rangers Namensgeber für die Eishockeyfranchise New York Rangers.